# Clarence van der Tonge-Koster

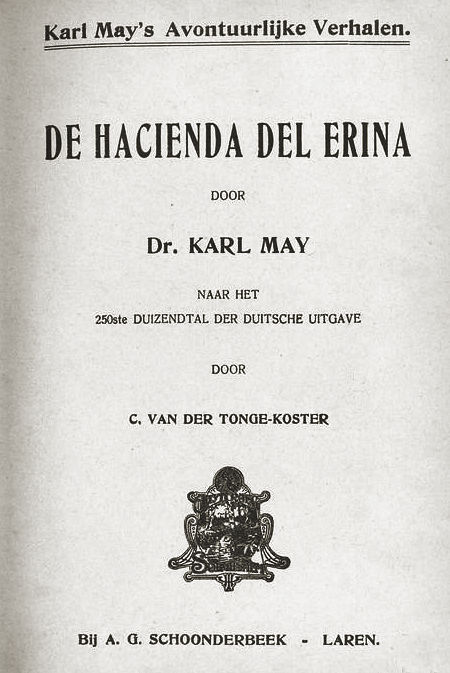
De hacienda del Erina, vertaald door C. van der Tonge-Koster naar Karl May.

Clarence van der Tonge-Koster (Amsterdam, 25 juli 1878 – Sobibór, 2 juli 1943) was een Nederlands onderwijzer en vertaler.

## Leven en werk
Clarence Koster werd geboren in een liberaal-joods gezin, als de oudste dochter van diamantsnijder Mozes Marcus Koster en Hendrika van der Tonge. Ze bezocht de meisjes-hbs in Amsterdam en werd opgeleid tot onderwijzeres. Ze behaalde de hoofdakte lager onderwijs voor Frans, Duits en Engels. In 1905 trouwde ze met haar achterneef, de kunstschilder Lammert van der Tonge (1871-1937). Zij woonden in de kunstenaarskolonie in Laren. Uit het huwelijk werd een dochter Hendrika geboren (1909-1943), die later onderwijzeres zou worden aan de Montessorischool in Huizen.
In 1911 liet de Berg-Stichting in Laren een weeshuis voor Joodse kinderen bouwen. Van der Tonge-Koster was vanaf het begin als bestuurslid betrokken. In 1918 ging ze aan het werk als vertaler Duits en Engels voor de Larense uitgeverij A.G. Schoonderbeek. Ze was er jarenlang de vaste vertaalster voor de boeken van Karl May, een korte periode (1919-1922) naast Henri van de Weg, maar vertaalde ook werken van onder anderen Marie Diers, Gerhart Hauptmann, Leonard Merrick en William MacLeod Raine. Herdrukken van haar vertalingen werden ook uitgegeven door H.J.W. Becht en uitgeverij Westland. Westland was een nationaalsocialistische uitgeverij, die in 1942 een derde druk van Mummelman van Herman Löns uitgaf. Adriaan Venema noemt Van der Tonge-Koster in 1990 in zijn boek Schrijvers, uitgevers en hun collaboratie daarom als een van de vertalers Duits, die tijdens de bezettingsjaren actief was.
Tweede Wereldoorlog
In november 1942 keerde Clarence van der Tonge-Koster gedwongen terug naar Amsterdam, waar ze woonde aan de Jozef Israëlskade, die kort daarvoor was omgedoopt tot Tooropkade. Ze werd later opgepakt en naar Kamp Westerbork overgebracht. Op 29 juni 1943 werd ze met haar zuster Marie op transport gesteld naar het vernietigingskamp Sobibór. Ze werden bij aankomst op 2 juli 1943 vergast. Een maand eerder overkwam haar dochter hetzelfde lot. In Laren is ter herinnering aan Clarence en Hendrika van der Tonge een herinneringsboom geplant.

## Enkele vertalingen
Gepubliceerd bij A.G. Schoonderbeek in Laren
- 1918 Versmade Liefde, naar Leonard Merrick.
- 1918 Het zachte juk, naar Die Geschichte einer wandernden Liebe van Marie Diers.
- 1919 Haar Portret, naar E. Temple Thurston.
- 1919 Het zand des doods, naar Er Raml el Helahk van Karl May.
- 1919 De slavenjagers van de Nijl, naar Im Lande des Mahdi I van Karl May.
- 1920 Het goud van Winnetou, naar Weihnacht! van Karl May.
- 1920 In het land van de Mahdi, naar Im Lande des Mahdi II van Karl May.
- 1920 Aan de Rio de la Plata, naar Karl May.
- 1921 Naar het land van de zilveren leeuw, van Karl May.
- 1921 De heerscher van het eiland, van Karl May.
- 1922 De ketter van Soana, naar Gerhart Hauptmann.
- 1923 Het raadsel der liefde, naar Mari Diers.
- 1923 Mummelman, naar Mummelmann van Herman Löns.
- 1924 Op zoek naar 't geluk in Argentinië en Paraguay, van Hans Schmidt.
- 1924 De verdwenen krijgskas, naar Karl May.
- 1924 Het spook der ruïne, naar Die Liebe der Ulanen van Karl May.
- 1924 De smokkelaars van den Tigris, naar Im Lande des silbernen Löwe van Karl May.
- 1925 Het spoor bij den eenzamen pijnboom, naar The trail of the lonesome pine, van John Fox jr.
- 1926 Ned Banister, de vogelvrije, naar Wyoming: A Story of the Outdoor West van William MacLeod Raine.
- 1926 Het roofschip van Landola, naar Das Waldröschen van Karl May.
- 1927 De vrijscharen van Richemonte, naar Durch Kampf zum Sieg van Karl May.
- 1927 De hacienda del Erina, naar Karl May.
- 1932 Aan den Stillen Oceaan, naar Am stillen Ozean van Karl May.
- 1932 De wraak van den khedive, naar Zepter und Hammer van Karl May.

- Digitale Bibliotheek voor de Nederlandse Letteren: tong009